# York (Nebraska)
York – miasto w Stanach Zjednoczonych, w stanie Nebraska, siedziba administracyjna hrabstwa York.